# José Tomás Sánchez
José Tomás Sánchez, né le 17 mars 1920 à Pandan et mort le 9 mars 2012 à Manille, est un cardinal philippin de la Curie romaine, préfet de la Congrégation pour le clergé de 1991 à 1996.

## Biographie

### Prêtre
Titulaire d'un doctorat de théologie obtenu à l'Université de Manille, José Tomás Sánchez a été ordonné prêtre le 12 mai 1946 pour le diocèse de Sorsogon aux Philippines.
Il a exercé son ministère pastoral dans son diocèse et a enseigné dans divers établissements avant de devenir vicaire général.

### Évêque
Nommé évêque auxiliaire de Cáceres aux Philippines le 5 février 1968, il est consacré le 12 mai suivant par Mgr Carmine Rocco (it).
Le 14 décembre 1971, il est nommé évêque coadjuteur de Lucena et devient titulaire de ce diocèse le 25 septembre 1976, puis archevêque de Nueva Segovia le 12 janvier 1982.
Il rejoint ensuite la Curie romaine, comme secrétaire de la Congrégation pour l'évangélisation des peuples le 20 octobre 1985, puis comme préfet de la Congrégation pour le clergé le 1er juillet 1991. Il se retire à 76 ans le 15 juin 1996.

### Cardinal
Il est créé cardinal par le pape Jean-Paul II lors du consistoire du 28 juin 1991 avec le titre de cardinal-diacre de S. Pio V a Villa Carpegna.
Le 26 février 2002, il a été élevé au rang de cardinal-prêtre.

## Succession apostolique
José Tomás Sánchez a ordonné les évêques suivants :
- Évêque Camilo Diaz Gregorio (de) (1987)
- Évêque Manolo Alarcon de los Santos (de) (1994)